# Верін-Сасунік
Верін Сасунік (вірм. Վերին Սասունիկ) — село в марзі Арагацотн, на заході Вірменії. Село розташоване за 24 км на північний захід від міста Аштарак, за 2 км на південний захід від села Аван, за 4 км на південний схід від села Лернарот і за 5 км на північ від села Кош, що розташоване на трасі Єреван — Гюмрі.
Всі місцеві жителі покинули село в 1960 році і переселилися до заснованого в 1955 році іншого села Сасунік (також Нор Сасунік, що перекладається, як Новий Сасунік). Село було знову заселене в 1989 році.